# نبرد آرار

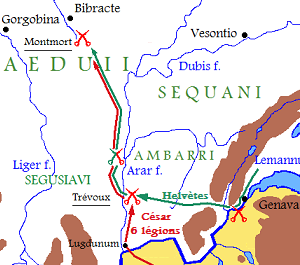
نقشه نظامی منطقه‌

نبرد آرار (انگلیسی: Battle of the Arar)، جنگی است بین قبایل هلوتی و روم که در سال ۵۸ قبل از میلاد رخ داد. در این نبرد رومیان به فرماندهی ژولیوس سزار توانستند قبایل سلتی را شکست دهند. این نخستین جنگ از سری جنگ‌های گالی بود.